# معركة حجور
معركة حجور هي معركة اندلعت في يناير 2019 في محافظة حجة شمالي غربي اليمن بين الحوثيين، وقبائل حجور في مديرية كشر المعقل الرئيسي لقبائل حجور، بمحافظة حجة.
وفي 8 مارس شهدت كشر أشتباكات واسعة وتصفيات، غداة سيطرة الحوثيين على مناطق قبلية تخوض معارك ضد الحوثيين منذ قرابة شهرين.

## الخلفية
تقع منطقة حجور شمالي محافظة حجة وتضم مديريات «مديرية كشر ومديرية قارة ومديرية وشحة ومديرية بكيل المير ومديرية أفلح الشام» كما تقع على حدود محافظتي عمران من الشرق وصعدة من الشمال الشرقي، ويمر عبرها الخط الإسفلتي الاستراتيجي الواصل بين حرض وعمران، وتضم المنطقة جبالاً عالية تطل على مديريات مستباء وحرض وخيران المحرق وحيران، التي تقع ضمن سهل تهامة الممتد إلى أسفل جبال حجور. 

### معارك 2011 - 2012
بدأت جماعة الحوثيون منذ 2011 التوسع من صعدة باتجاه حجة، ومحاولة التقدم من منطقة عاهم باتجاه مديرية كشر، حيث تكبدت خسائر فادحة وأرغمت على التراجع، وفي مديرية مستباء اندلعت اشتباكات في أكتوبر 2011 خلال إحياء الحوثيون ما أطلقوا عليه «أسبوع الصرخة. وفي نوفمبر 2011 أندلعت اشتباكات بين الحوثيين وقبائل مديرية كشر في منطقة مزرعة وعاهم، عندما حاول الحوثيين السيطرة على مركز المديرية. ولم يتمكن الحوثيون من فرض السيطرة الكاملة على مناطق مناطق قبائل حجور عامة، ومناطق قبائل مديرية كشر في حجة بشكل خاص.

### تطورات 2018
في أغسطس 2018 فرضت الحوثيون حصاراً على قبائل حجور في محافظة حجة بإقامة نقاط عسكرية على المداخل والمخارج والطرق المؤدية من وإلى مناطق قبائل حجور وأمتد الحصار المفروض من أطراف ذات جراد في الجهة الجنوبية الشرقية بمديرية الجميمة وحاشد وكشر، وشمالاً حتى ذو نحزه، أحد فروع قبائل حجور بمديرية كشر بطول حدود الجميمة وكشر حتى أطراف قارة، ومن الجهة الغربية أنشأ الحوثيون نقطة فوق منطقة المسيال في حدود العبيدي بمديرية وشحة، ونقطة في مديرية أفلح الشام المحاذية لمديرية الجميمة مع قبيلة بني شرية ونقطة في الخميسين في طريق خيران المحرق الخمسين، وقاموا بإقامة نقاط بمديرية قارة ما يعني بدء سريان حصار قبيلة حجور من كل الاتجاهات.

## طالع أيضًا
- معركة حجة (2015-الآن)